# Amand Audaire
Amand Audaire (Saint-Sébastien-sur-Loire, 28 de septiembre de 1924 - 20 de diciembre de 2013) fue un ciclista francés que fue profesional entre 1947 y 1959. Durante estos años consiguió numerosas victorias, siendo las más destacadas las dos ediciones ganadas del GP Ouest France-Plouay (1949 y 1950).

## Palmarés
- 1947
  - 1º en el Circuito del Valle del Loira
  - 1º en Nantes
  - 1º en Mauves-sur-Loire
- 1948
  - 1º en el Circuito del Aulne
- 1949
  - 1º en el GP Ouest France-Plouay
  - 1º en el Circuito del Valle del Loira
  - 1º en Mauves-sur-Loire
- 1950
  - 1º en el GP Ouest France-Plouay
  - 1º en Challans
  - 1º en la París-Bourges
- 1951
  - 1º en La Rochelle, Angouleme
- 1952
  - 1º en Angoulême
- 1953
  - 1º en el Circuito de los Boucles del Sena
  - 1º en el Boucles de Seine Saint-Denis
- 1954
  - Vencedor de una etapa del Tour del Oeste
- 1955
  - 1º en Leuhan
- 1956
  - 1º en el Circuito del Valle del Loira
  - 1º en Saint-Guénolé
  - 1º en el Tour de Normandía
  - 1º en Trévion
- 1957
  - 1º en el Circuito del Aulne
  - 1º en Moëlan
  - 1º en Rosporden
  - 1º en Lechiagat
- 1958
  - 1º en Hennebont
  - 1º en Locminé

### Resultados al Tour de Francia
- 1950. Abandona (14.ª etapa)
- 1951. Abandona (6ª etapa)
- 1953. 65º de la clasificación general
- 1956. 76.º de la clasificación general